# Mats Näslund
Mats Näslund (Timrå, 31 ottobre 1959) è un ex hockeista su ghiaccio svedese che giocava nel ruolo di ala sinistra. Ha giocato nella National Hockey League con la maglia dei Montreal Canadiens e i Boston Bruins. Con i connazionali Tomas Jonsson e Håkan Loob è stato uno dei primi 3 membri del Triple Gold Club. Viene spesso chiamato dalla stampa con il soprannome di "Le Petit Viking".

## Statistiche
| 1975–76           | Timrå IK           | SEL               | 3   | 0   | 0   | 0   | 0   | —   | —  | —  | —  | —  |
| 1977–78           | Timrå IK           | SEL               | 35  | 13  | 6   | 19  | 14  | —   | —  | —  | —  | —  |
| 1978–79           | Brynäs IF          | SEL               | 36  | 12  | 12  | 24  | 19  | —   | —  | —  | —  | —  |
| 1979–80           | Brynäs IF          | SEL               | 36  | 18  | 19  | 37  | 34  | 7   | 2  | 2  | 4  | 4  |
| 1980–81           | Brynäs IF          | SEL               | 36  | 17  | 25  | 42  | 34  | —   | —  | —  | —  | —  |
| 1981–82           | Brynäs IF          | SEL               | 36  | 24  | 18  | 42  | 16  | —   | —  | —  | —  | —  |
| 1982–83           | Montreal Canadiens | NHL               | 74  | 26  | 45  | 71  | 10  | 3   | 1  | 0  | 1  | 0  |
| 1983–84           | Montreal Canadiens | NHL               | 77  | 29  | 35  | 64  | 4   | 15  | 6  | 8  | 14 | 4  |
| 1984–85           | Montreal Canadiens | NHL               | 80  | 42  | 37  | 79  | 14  | 12  | 7  | 4  | 11 | 6  |
| 1985–86           | Montreal Canadiens | NHL               | 80  | 43  | 67  | 110 | 16  | 20  | 8  | 11 | 19 | 4  |
| 1986–87           | Montreal Canadiens | NHL               | 79  | 25  | 55  | 80  | 16  | 17  | 7  | 15 | 22 | 11 |
| 1987–88           | Montreal Canadiens | NHL               | 78  | 24  | 59  | 83  | 14  | 6   | 0  | 7  | 7  | 2  |
| 1988–89           | Montreal Canadiens | NHL               | 77  | 33  | 51  | 84  | 14  | 21  | 4  | 11 | 15 | 6  |
| 1989–90           | Montreal Canadiens | NHL               | 72  | 21  | 20  | 41  | 19  | 3   | 1  | 1  | 2  | 0  |
| 1990–91           | HC Lugano          | LNA               | 31  | 27  | 29  | 56  |     | 11  | 4  | 9  | 13 |    |
| 1991–92           | Malmö IF           | SEL               | 39  | 15  | 24  | 39  | 10  | 10  | 3  | 2  | 5  | 0  |
| 1992–93           | Malmö IF           | SEL               | 33  | 11  | 21  | 32  | 10  | 1   | 0  | 0  | 0  | 0  |
| 1993–94           | Malmö IF           | SEL               | 40  | 14  | 30  | 44  | 8   | 11  | 2  | 4  | 6  | 4  |
| 1994–95           | Boston Bruins      | NHL               | 34  | 8   | 14  | 22  | 4   | 5   | 1  | 0  | 1  | 0  |
| Totale Elitserien | Totale Elitserien  | Totale Elitserien | 294 | 124 | 155 | 279 | 145 | 29  | 7  | 8  | 15 | 8  |
| Totale NHL        | Totale NHL         | Totale NHL        | 651 | 251 | 383 | 634 | 111 | 102 | 35 | 57 | 92 | 33 |

## Palmarès

### NHL
- Stanley Cup: 1986 (Montreal Canadiens)

### Olimpiadi
- Oro: Lillehammer 1994 (Roster Svezia)
- Bronzo: Lake Placid 1980 (Roster Svezia)

### Campionato mondiale IIHF
- Oro: 1991 (Roster Svezia)
- Argento: 1981
- Bronzo: 1979